# فاليري تايلور (عالمة حاسوب)
فاليري تايلور (بالإنجليزية: Valerie Taylor)‏ هي عَالِمَة حاسوب أمريكية، ولدت في 24 مايو 1963 في شيكاغو في الولايات المتحدة.